# Jacques Renouvin
Pour les articles homonymes, voir Renouvin.
Jacques Renouvin, né à Paris le 6 octobre 1905 et mort en déportation le 24 janvier 1944 à Mauthausen, est un militant royaliste et héros de la Résistance.

## Biographie
Étudiant en droit, puis avocat, Jacques Renouvin milite à l’Action française, qu'il quitte après la crise du 6 février 1934.
En novembre 1938, après les accords de Munich, il gifle publiquement Pierre-Étienne Flandin, qui avait cru bon d’adresser un télégramme de félicitations à Hitler, Mussolini, Daladier et Chamberlain pour les accords de Munich. Jacques Renouvin s'exprime dans la presse sur la signification de son geste : « […] précisément parce que je suis un patriote cent pour cent, j'ai estimé qu'en portant des fleurs sur le tombeau de l'Inconnu après avoir eu le front d'envoyer ses félicitations scandaleuses à Hitler, M. Flandin méritait une correction. Je l'ai donc giflé, espérant que cette leçon servirait aux Français égarés qui seraient tentés de se livrer aux mêmes bassesses ».
Mobilisé en 1939, il est volontaire pour les corps francs. Il fait une brillante campagne, est blessé puis fait prisonnier. Il s’évadera de l’hôpital où il a été conduit.
Démobilisé, Renouvin passe en zone sud et fin 1940 rejoint le mouvement clandestin Liberté créé par un petit groupe de professeurs démocrates-chrétiens. Plus spécialement chargé de la propagande, il organise pour cela des équipes de jeunes. Après la fusion entre Liberté et Les Petites Ailes qui crée le mouvement Combat, il propose à Henri Frenay d’organiser des Groupes francs dans toute la zone libre. Devenu chef national des Groupes francs de Combat en 1942, il est l’un des Français les plus activement recherchés par toutes les polices. Il est en effet l'organisateur de nombreuses opérations ambitieuses et spectaculaires, quelquefois accomplies dans plusieurs villes à la fois. Son adjoint est d’abord Roger Nathan dit Murat puis Jean Chanton dit Bastos.
Renouvin est arrêté le 29 janvier 1943 par la Gestapo en gare de Brive-la-Gaillarde en même temps que Mireille Tronchon, qu’il avait épousée dans la clandestinité. Transféré à la prison de Fresnes, il sera torturé pendant des mois avant d’être déporté en Allemagne le 29 août 1943. Interné à Mauthausen, il y meurt d’épuisement le 24 janvier 1944.
De son union avec Mireille Tronchon (1908-1987) est né, le 15 juin 1943, un fils, Bertrand Renouvin, pendant que sa mère était encore détenue à la prison de la Santé.

## Distinctions
- Chevalier de la Légion d'honneur
- Compagnon de la Libération à titre posthume par décret du 20 janvier 1946[4]
- Croix de guerre 1939–1945
- Médaille de la Résistance française par décret du 2 septembre 1959[5]

## Hommages
- Un timbre postal, d'une valeur de 20 centimes, a été émis en 1961 à la mémoire de Jacques Renouvin, héros de la Résistance[6].
- Une place au nom de Mireille et Jacques Renouvin a été inaugurée par la maire de Paris, Anne Hidalgo, le 26 mars 2016.
- Trois rues portent son nom, à Marseille (13000), à Béziers (34500) et à La Richardais (35780).

## Galerie

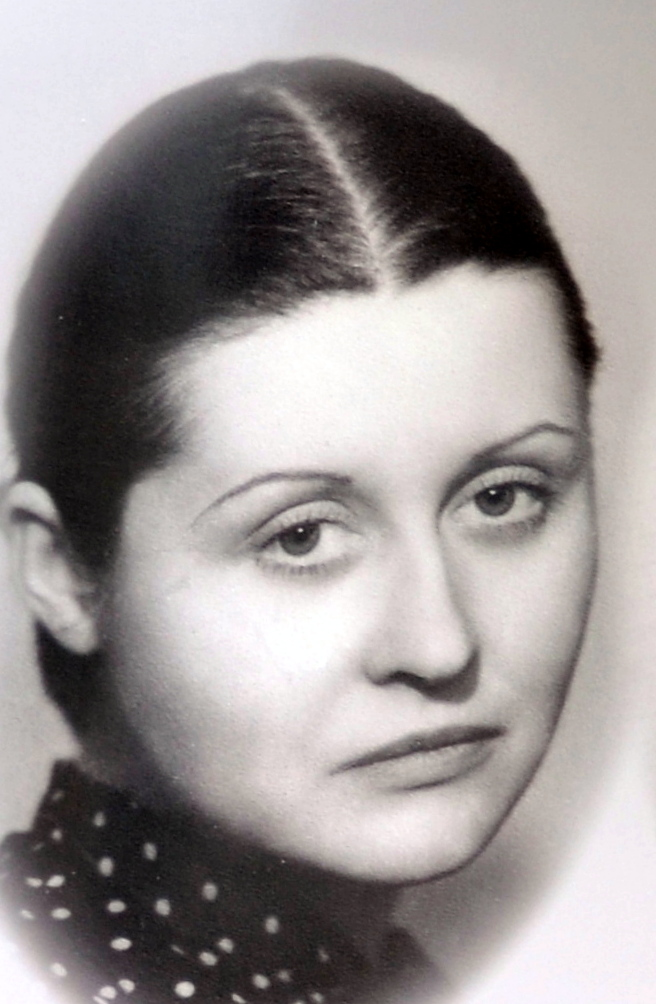
Mireille Renouvin.
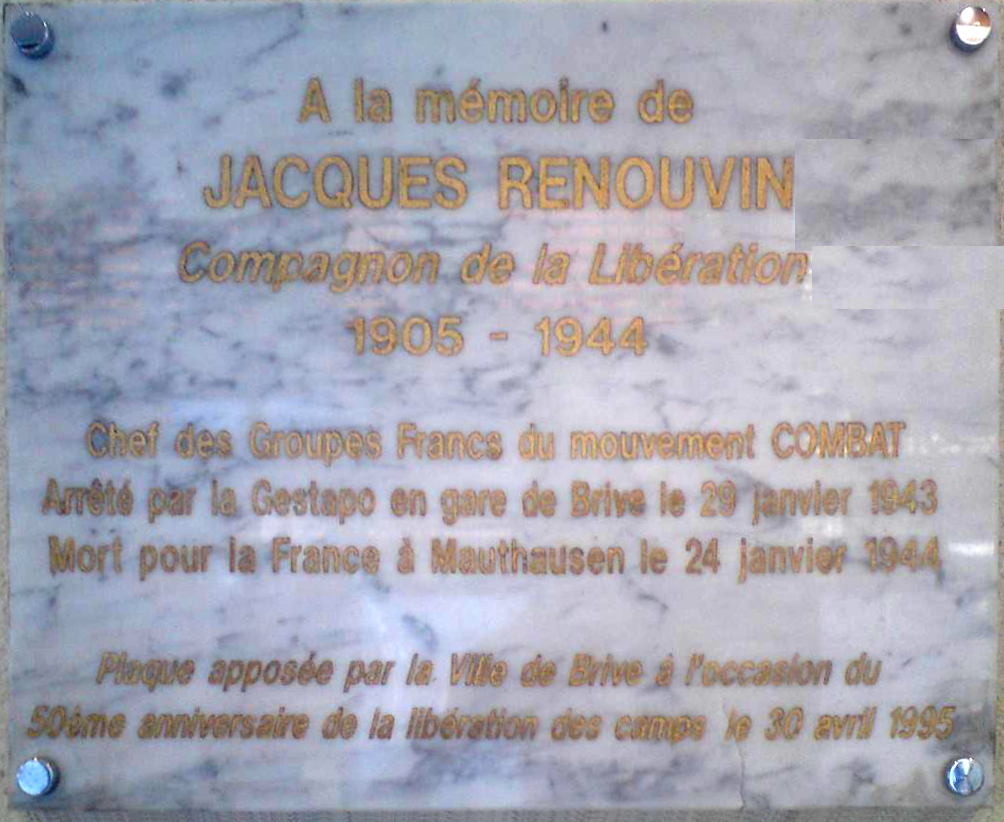
Plaque commémorative sur l’arrestation de Jacques Renouvin en gare de Brive-la-Gaillarde.
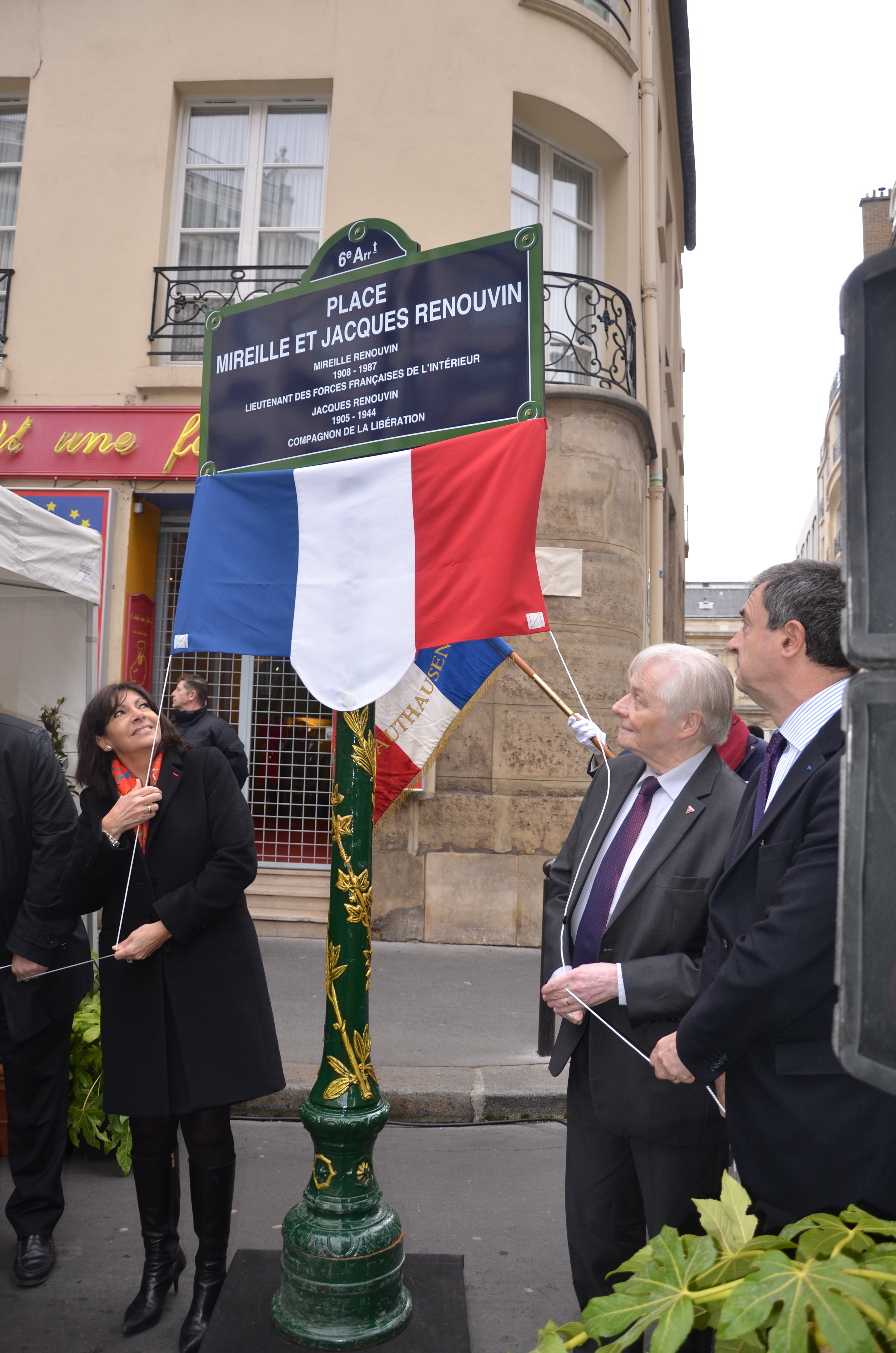
Inauguration de la place Mireille-et-Jacques-Renouvin, à Paris, le 26 mars 2016.